# M/S California Star
M/S California Star, RoPax-fartyg som går mellan Topolobampo och La Paz för Baja Ferries, Mexiko. Levererad 2001 som M/S Stena Forwarder var hon ett av de första fartygen i en mycket lång och framgångsrik serie Ropax-fartyg av Visentini. Men redan tidigare hade snarlika fartyg levererats såsom de år 1997 levererade systerfartygen M/S Mercey Viking och M/S Lagan Viking, idag M/S Stena Feronia respektive M/S Liverpool Seaways. 

## Historik
Levererad 2001 till Visentini Cantieri Naval, Bari, Italien och i trafik för Stena Line som M/S Stena Forwarder. 2003 utchartrad till Baja Ferries Lines, Mexiko och omdöpt till M/S California Star Insatt på linjen mellan Topolobampo och La Paz. 2007 såld till Baja Ferries. 